# Русанов, Александр Андреевич (хирург)
Русанов Александр Андреевич (1909—1983) — советский хирург, доктор медицинских наук, профессор и заслуженный деятель науки РСФСР. Член КПСС с 1943 года.

## Биография
Русанов родился в 1909 году в Воронеже.
В 1933 году окончил Воронежский государственный медицинский университет  и работал в клиниках Воронежа. В годы Великой Отечественной войны служил хирургом. В 1940 году защитил диссертацию для получения степени кандидата медицинских наук. В 1946-1952 годах заведовал хирургическим отделением ВНИИ скорой помощи им. Склифосовского и работал доцентом кафедры госпитальной хирургии. С 1952 по 1956 годах стал работать профессором кафедры хирургии Военно-морской медицинской академии. В 1956 году заведовал кафедрой хирургии Ленинградского педиатрического медицинского института.
Под его руководством было защищено 9 докторских и 30 кандидатских диссертаций.
Русанов первым в СССР доказал необходимость наложения первичного шва уретры при её разрыве. Он написал около 150 научных работ, посвященных теме хирургии пищеварительного тракта. Он усовершенствовал способ резекции и пластики пищевода при раке, разработал оригинальные способы наложения внутригрудного эзофагогастроанастомоза, сохраняющие кровоснабжение желудка. Также предложил несколько способов определения размеров резекции желудка, пережатия аорты для восстановления сердечной деятельности при её резком снижении во время внутригрудных и брюшных операций. Позже описал симптом «натяжения пищевода», указывающий на его обширное поражение при раке.
Русанов был почетным председателем хирургического общества Пирогова, заместителем председателя Всероссийского хирургического общества и редактором редотделов «Абдоминальная хирургия» и «Общая хирургия» БМЭ.

## Награды
- Орден Октябрьской Революции
- Орден Трудового Красного Знамени
- Орден Отечественной войны
- Орден Красной Звезды
- Орден «Знак Почёта»

## Научные работы
- Разрывы уретры, диссертация, Москва, 1951
- Резекция желудка, Ленинград, 1956
- Резекция и чрезбрюшинная экстирпация желудка, Ленинград, 1961
- Рак пищевода, Ленинград, 1974
- Аппендицит, Ленинград, 1979
- Рак желудка, Ленинград, 1979

## Память
- В честь Русанова была названа кафедра факультетской хирургии в Санкт-Петербургском государственном педиатрическом медицинском университете[3].